# Tinigua
Le tinigua est une langue amérindienne de la famille des langues tiniguanes parlée dans la Sierra de la Macarena, dans le département du Meta, en Colombie. La tradition rapporte que les Tinigua ont migré depuis la rivière Yari, dans le département de Caquetá, où ils vivaient jusqu'au début du XXe siècle.
Le tinigua a été considéré comme éteint depuis longtemps. Mais vers 1990, deux locuteurs âgés furent identifiés.